# トミー・スティール
トミー・スティール(Tommy Steele、1936年12月17日 - )は、イギリスの歌手､俳優である｡ 配偶者はアン・ドノグヒュー(1960年から)。

## 略歴
イギリス・ロンドンバーモンジー生まれ。1954年にスキッフル歌手としてデビューし、ロックンロールに変更し更には1957年に映画界にも進出し、『Kill Me Tomorrow』でスクリーンデビューを果たし、本人役として出演し一曲披露してる。更に1957年2月にイギリスでは本格的な初の音楽番組『6.5 Special』に出演。のちにミュージカル俳優としても活躍した。

## 出演映画
- The Tommy Steele Story（1957年）日本未公開
- 最高にしあわせ（1967年）
- 心を繋ぐ6ペンス（1967年）
- フィニアンの虹（1968年）